# Mali hadereje
Mali hadereje a szárazföldi erőkből és a légierőből áll.

## Fegyveres erők létszáma
- Aktív: 7400 fő

## Szárazföldi erők
Létszám
7100 fő
Állomány
- 2 páncélos zászlóalj
- 4 gyalogos zászlóalj
- 1 ejtőernyős zászlóalj
- 1 tüzér osztály

Felszerelés
- 30 db harckocsi
- 80 db páncélozott harcjármű
- 14 db vontatásos tüzérségi löveg

## Légierő
Létszám
300 fő
Felszerelés
- 16 db harci repülőgép
- 3 db szállító repülőgép
- 4 db helikopter